# Cyrtandra grandiflora
Cyrtandra grandiflora là một loài thực vật có hoa trong họ Tai voi. Loài này được Gaudich. mô tả khoa học đầu tiên năm 1829.